# Кубок Лихтенштейна по футболу 2007/2008
Кубок Лихтенштейна по футболу 2007/08 (нем. Liechtensteiner Cup 2007/08) — 63-й сезон ежегодного футбольного соревнования в Лихтенштейне. Победитель кубка квалифицируется в квалификационный раунд Кубок УЕФА 2008/09. Обладателем кубка в 37-й раз в своей истории стал Вадуц.

## Первый раунд
В первом раунде участвовали 8 команд. Матчи состоялись 11, 12 и 22 августа 2007 года.
| Хозяева       | Счёт | Гости          |
| ------------- | ---- | -------------- |
| Руггелль II   | 0:1  | Бальцерс III   |
| Тризенберг II | 0:6  | Шан II Аццурри |
| Вадуц III     | 1:5  | Тризен         |
| Тризен II     | 0:2  | Вадуц II       |

## Второй раунд
Во втором раунде участвовали 8 команд. Матчи состоялись 18 и 19 августа 2007 года.
| Хозяева      | Счёт | Гости          |
| ------------ | ---- | -------------- |
| Бальцерс II  | 2:1  | Тризенберг     |
| Тризен       | 0:4  | Шан            |
| Бальцерс III | 0:6  | Шан II Аццурри |
| Вадуц II     | 0:10 | Бальцерс       |

## 1/4 финала
Во 1/4 финала участвовали 8 команд. Матчи состоялись 23, 30, 31 октября и 7 ноября 2007 года.
| Хозяева        | Счёт | Гости       |
| -------------- | ---- | ----------- |
| Шан II Аццурри | 0:5  | Вадуц II    |
| Руггелль       | 1:0  | Бальцерс II |
| Шан            | 1:4  | Эшен-Маурен |
| Эшен-Маурен II | 0:8  | Бальцерс    |

## 1/2 финала
Матчи состоялись 1 и 2 апреля 2008 года.
| Хозяева     | Счёт           | Гости    |
| ----------- | -------------- | -------- |
| Руггелль    | 0:5            | Вадуц    |
| Эшен-Маурен | 0:0 (пен. 1:3) | Бальцерс |

## Финал
Финал состоялся 1 мая 2008 года на стадионе Райнпарк в Вадуце.
| Хозяева | Счёт | Гости    |
| ------- | ---- | -------- |
| Вадуц   | 4:0  | Бальцерс |